# Francisco Javier Clavijero

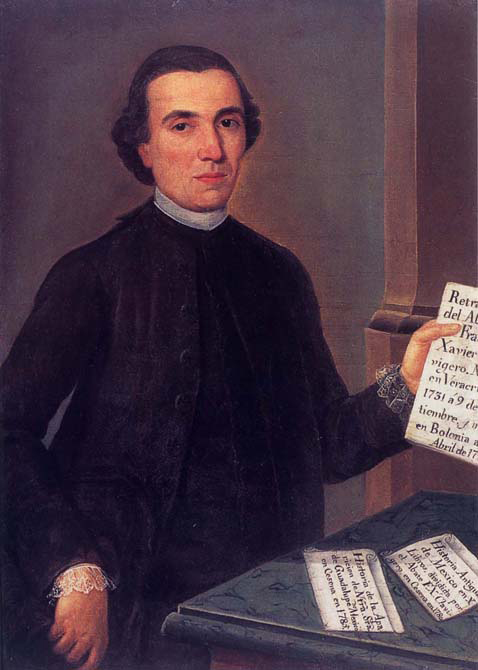
Francisco Xavier Clavigero, óleo sobre tela, século XIX. Museu Nacional de Historia, INAH. Imagem retirada do livro: Enrique Florescano y Rafael Rojas, El Ocaso de la Nueva España, México, Editorial Clío, 1996, p. 22.

Francisco Javier Clavijero (ou Francisco Xavier Clavigero) (Porto de Veracruz, Vice-Reino da Nova Espanha, 9 de setembro de 1731 - Bolonha, Estados Papais, 2 de abril de 1787), foi um sacerdote jesuíta, conhecido por suas obras historiográficas, especialmente a Historia antigua de México, obra a qual o fez ser reconhecido como um dos precursores do indigenismo no México. Foi expulso da Companhia de Jesus, em 1767.

## Sua vida na Nova Espanha (1731-1767)

### Infância
Filho de Dom Blas Clavijero (nascido na Espanha, próximo a região de Valladolid) e da dona Maria Isabel Echegaray (de ascendência vasca), foi Francisco Javier o terceiro de onze irmãos. Seu pai trabalhou para o governo da Coroa espanhola e, por isso, sua família se mudava constantemente de uma população para outra e vivia em regiões com forte presença indígena.
Em razão do cargo que Dom Blas ocupava na organização burocrática da Nova Espanha, Francisco Javier teve, desde os primeiros anos, contato com a população indígena da região, especificamente da Puebla e da Região Mixteca. Esta primeira experiência pode ser considerada de importância vital, pelo menos de duas formas: por um lado, havia permitido ter o primeiro contato com o náhuatl, língua da qual faria uso nos anos posteriores; por outro lado, contribuiria para que anos depois, durante seu exílio, buscasse afirmar frente a intelectualidade europeia a humaniidade da população nativa americana:  "Sus almas son en lo radical como las de los demás hombres, y están dotados de las mismas facultades. Jamás han hecho menor honor a su razón los europeos, que cuando dudaron de la racionalidad de los americanos. [...] Sus entendimientos son capaces de todas las ciencias, como lo ha demostrado la experiencia". 

### Estudos, ordenação sacerdotal e educação na Nova Espanha
Transcorrida sua infância, mudou para a cidade de Puebla de Zaragoza para estudar no Colégio de São Jerônimo, pertencente a Companhia de Jesus. Posteriormente ingressou ao Colégio  de São Inácio, pertencente a mesma Companhia, onde se iniciou nos estudos filosóficos, história e ciências. Um dos momentos que se considera de maior importância na vida de Clavijero, foi seu ingrersso, em 1748, no Colégio Jesuíta de Tepotzotlán. Sabe-se que durante os períodos iniciais não se adequou à ordem regular de sua novaa vida, destinada a preparação sacerdotal, mas logo se acostumou e os superiores do colégio o consideraram como um jovem com um talento superior a média e de caráter otimista. Ademais, começou o estudo formal do náhuatl, cuja aprendizagem era obrigatória para os noviços. Foi também durante sua estadia em Tepotzotlán que Clavijero teve por companheiros vários jovens que, junto com ele, e devido ao seu trabalho intelectual, seriam chamados humanistas mexicanos do século XVIII: José Rafael Campoy, Francisco Javier Alegre, Andrés Cavo e Pedro José Márquez foram alguns deles. 

## A expulsão da Companhia de Jesus e o exílio na Itália, 1767-1787
A Companhia de Jesus, influente e poderosa, também tinha seus inimigos. Foi por isso que Carlos III de Espanha proclamou o desterro dos jesuítas, em 27 de fevereiro de 1767. Segundo ele, foram causas gravíssimas as causas de sua decisão, assim como uma série de motivos que guardava em seu peito. Quando o decreto chegou à Nova Espanha, o Vice-rei à época, Carlos Francisco de Croix, a executou a partir da madrugada de 25 de junho. Clavijero, que estava em Guadalajara, teve que sair junto com seus companheiros até Veracruz com destino ao exílio. Em 25 de outubro de 1767, levando poucas coisas consigo, embarcou rumo a Havana. No entanto, apenas em 1770 se fixou em Bolonha. Clavijero não foi um caso excepcional, pois os jesuítas das províncias do México e de Castilha se assentaram nesta cidade. Clavijero residiu em Bolonha até a sua morte, em 2 de abril de 1787, sendo que grande parte da sua produção intelectual foi produzida nesta região.

## Obras
1. La Historia de la Antigua o Baja California em quatro tomos. Esta obra é um sumário sobre os missionários jesuítas que viveram na península da Baixa Califórnia, entre eles, Miguel Venegas, Juan María Salvatierra, Eusebio Francisco Kino, Juan de Ugarte, Francisco María Piccolo e Fernando Consag.
2. Diálogo entre Filaletes y Paeófilo
3. De las colonias de los tlaxcaltecas
4. Breve descrição da Província do México no ano de 1767.
5. Physica particularis.
6. Cursus philosophicus.
7. Uma história que narra as aparições da Virgem de Guadalupe.
8. Frutos en que comercia o puede comerciar la Nueva España.